# Opština Demir Hisar
Demir Hisar (makedonsky Демир Хисаp) je opština na jihovýchodě Severní Makedonie. Demir Hisar v turečtině znamená "železná tvrz" a je to také název města, které je centrem opštiny. Celá opština se nachází v Pelagonském regionu.

## Geografie
Na severu opština sousedí s opštinou Kičevo, na východě s opštinami Kruševo a Mogila, na jihu s opštinou Bitola a na západě s opštinami Ochrid, Debarca a Resen.

## Demografie
Podle sčítání lidu v roce 2021 žije v opštině 7 260 obyvatel.
Etnickými skupinami jsou:
- Makedonci = 6 708 (92,4 %)
- Albánci = 218 (3,0 %)
- Turci = 4 (0,06 %)
- ostatní a neuvedené = 330 (4,55 %)